# Feijoo (apellido)
Feijoo es un apellido originario del noroeste de la península ibérica.

## Dispersión
En España 6.049 individuos llevan el apellido Feijoo como primer apellido, 5.917 como segundo apellido y 157 como ambos.[cita requerida]
El 61% de los apellidados Feijoo (3.712 personas) se concentra en Galicia, donde representa el 0,248% de la población gallega. Existe una concentración importante en la provincia de Orense que constituye el 41% del total con 2.517 individuos y el 6 por mil de la población provincial, seguido por Pontevedra con 795 (13% del total), mientras que las otras dos provincias gallegas apenas aportan el 6 %, probablemente como resultado de la emigración, e inferior aún al 10% presente en el extranjero (630 individuos). Datos al 31 de julio de 2011.
Cantidad de individuos por concejos
- Orense (Orense) 1206
- Vigo (Pontevedra) 651
- Ginzo de Limia (Orense) 401
- Celanova (Orense) 259
- Cambados (Provincia de Pontevedra) 215

El apellido se encuentra presente hoy en la península ibérica y también en Hispanoamérica.
El apellido pasó a Hispanoamérica con la Conquista y al Río de la Plata también con la Gran Inmigración que se produjo entre la segunda mitad del siglo XIX y la primera del XX.
La guía Telecom 2010/11 de la Ciudad Autónoma de Buenos Aires consigna 145 abonados con el apellido Feijoo -de los cuales 14 corresponden al compuesto Castro Feijoo-, lo que representa el 23,5% del total en el exterior y 12 con el apellido Feijo.

## Variantes
- Feijó (44 individuos, 23 en Pontevedra)
- Feixóo (3 individuos en La Coruña y en Lugo)
- Feixó (11 individuos, 5 en Orense y Pontevedra, 3 en Zamora, 1 en Salamanca, 1 en Vizcaya y 1 en la Columbia Británica)
- Además se detectan variaciones en punto a la aplicación y ubicación del acento ortográfico (Feijóo, Feijoó, Feijoo)[2]

## Significado
Existen varias interpretaciones acerca del significado del apellido.
- Marcelo Macías destaca que en el Diccionario Gallego-Castellano de Valladares existe la palabra feixo o feijó, significando una especie de haba o alubia y criadilla de tierra o trufa.
- El padre Sarmiento opina que Feijóo proviene del latín vulgar Fassolus, que a su vez proviene de fac solus, en recuerdo de una individual hazaña que hace a la leyenda del origen del apellido de la que se da cuenta por separado. En gallego se traduce como fai so, de donde podría haberse originado la palabra Feijóo.
- El autor de una "Historia y genealogía de la antiquísima y nobilísima familia de los Feijóos y Montenegros", manuscrito que se conserva en el archivo de la casa solariega de Casdemiro, sostiene que del número de los roeles del blasón familiar proviene lo que se convirtió en apellido: Seis “Ó”, o Seisos, luego transformado en Feijoós por mera corrupción.
- El término feixó fue utilizado en la poesía de escarnio medieval para designar a los calvos.
- Los guerreros de algunas tribus germanas estilaban raparse la cabeza para inspirar mayor terror a sus enemigos, y la costumbre de raparse los cabellos no fue excepcional en los caballeros medievales.

## Origen del apellido

### Origen geográfico
Aunque no debiera presumirse un origen único –como en la mayoría de los apellidos-, la dispersión geográfica y la mayor concentración en las regiones articuladas por los ríos Miño y Sil sugieren lo contrario.
Mientras que algunos autores establecen su origen en el sur de Galicia, España, otros lo consideran originado en el norte de Portugal, en las provincias de Minho y Trás-os-Montes e Alto Douro. El origen gallego está sostenido por antiguos tratadistas, tales como el conde de Barcelos (siglo XIV), Gonzalo Argote de Molina (siglo XVI) y Ambrosio Morales (siglo XVI), Pedro Lezcano y Juan Francisco de Hita. Este origen gallego se determina en la provincia de Orense, y más precisamente en tierras de Celanova, donde existieron hasta tiempos modernos casas nobles, como la del mayorazgo del Codesal.

### Origen histórico
- Suele señalarse como tronco de este apellido a un caballero de origen godo llamado Giraldo Feijoo o Giralte Feijóo, que vivió en el siglo X, fundador de la Villa de Freixo de Espada à Cinta en Trás-os-Montes, en el norte de Portugal, y a orillas del Duero -en el "Valle d'ouro" extramuros de Tuy[4]-. El río Miño-Sil -que fue límite entre los conventos jurídicos Lucense y Bracarense de la Gallaecia en tiempos del Imperio romano, y quizás límite también entre los reinos suevos del Norte y del Sur- articula un paisaje geográfico y humano que se extiende coherentemente en ambas de sus márgenes desde la prehistoria, que en tiempos de la Edad Media será conocido como Territorio Tudensis. Este territorio Tudensis sería el señorío patrimonial primario del duque Hermenegildo.
- Otros autores le llaman conde Tibalte Gerardo o Giráldez. El historiador lusitano Juan de Barros le llama Tibalte Giráldez[5] aparentemente confundiendo al hijo con el padre, conforme el patronímico.
- El conde de Barcelos le llama Giraldo Esteves Feyjó.
- El mismo conde de Barcelos también menciona a Gil Pérez Feijoo, de quien Luis de Salazar y Castro (siglo XVII-XVIII) dice que fue señor de esta ilustre casa de Galicia.
- La Enciclopedia de los hermanos García Carraffa.[3] presenta una genealogía de Giraldo Feijóo basada en diversos tratadistas que remonta al rey Witiza, si bien queda indicado que, aunque fuese quien por vez primera adoptase el apellido, no queda determinada la descendencia de este caballero.[6]
- Pedro Lezcano y Juan Francisco de Hita señalan que los Feijóo proceden del mismo linaje y casa de san Rosendo, motivo por el cual varios caballeros de ese apellido tienen sepultura en el monasterio de Celanova, fundado por ese santo.[3]
- El conde Teobaldo Muñoz.[7]

## Nobiliario

### Descripción del Escudo de Armas
En campo de gules, una espada de plata en alto encabada de oro, acompañada de seis bezantes de oro colocados en dos palos de a tres a cada lado. El lema "denota sangre de reis" reitera la quintilla gravada en la orladura del blasón de don Feijoó de Prado, en su monumento sepulcral en una capilla del monasterio de Celanova:
Esta espada ensangrentada
que vosotros aquí veis,
que de Feijoós es llamada,
y de ellos está cercada,
denota sangre de reis.
Tomando ello en consideración, el campo original del blasón pudo no haber sido gules, sino el poco frecuente sanguíneo, más tarde confundido con el mucho más difundido gules.
El historiador lusitano Juan de Barros relata que el conde don Tibalte Giráldez mandó pintar en su escudo seis roeles de sangre, en campo de oro, y una espada de combate en medio, en memoria de haber realizado la proeza de dar muerte por sí solo a seis de los mejores guerreros islamitas de Almanzor en la batalla de Valle d´ouro, aunque el uso de pintar armas no se extendió por la península ibérica sino hacia el siglo XII.
La inversión entre los roeles ensangrentados sobre campo de oro o los bezantes de oro sobre campo de gules (rojo) podría sugerir diferentes interpretaciones. En el siglo XI el título de conde no es aún un título de nobleza hereditario, sino cargo de jefe militar, que poco a poco se irá haciendo hereditario, como cualquier otro oficio que pueda transmitirse de padres a hijos. El "don" -tratamiento luego generalizado, pero muy restringido en su origen- indicaría que este conde Tibalte sería un noble importante y poderoso y los bezantes -en cuanto moneda bizantina en un tiempo en que la economía no era dineraria y el circulante escaso- indicaría la riqueza del conde, la que le permitiría solventar su propia mesnada de caballeros.
Si bien en sus inicios los blasones fueron individuales, en la heráldica española el cambio de esmaltes suple muchas veces la función que los lambeles cumplen en la francesa e inglesa para identificar las diferentes ramas del linaje. Así las armas originales sobre campo de oro pudieron dar lugar a las de campo de gules que usaron las casas de Casdemiro y Codesal, la primera denominando Sophia a la espada, la segunda añadiendo el lema con el tema de la quintilla. Y si los tales roeles o los tales bezantes no fueran sino las simples habas invocadas en la mencionada quintilla sepulcral estas explicarían que familias orensanas y portuguesas hayan adoptado el mismo diseño pero con roeles de sinople sobre campo de plata, omitiendo espada y lema.

### El blasón heráldico y el significado del apellido en la leyenda
En el gran monasterio de Celanova -fundado por San Rosendo- los padres escolapios conservan en su colegio de San Rosendo un libro inédito titulado "Celanova ilustre y anales de san Rosendo", escrito por el prior benedictino fray Benito de la Cueva en el último tercio del siglo XII y que se ha creído que se trata de alguna versión antigua de Los libros de Tude. En él se relata que en el año 996 Almanzor con un importante ejército atacó y saqueó la ciudad de Santiago de Compostela. El rey Bermudo no logró reunir un ejército para enfrentarlo, por lo cual debió conformarse con hostigar su retirada haciéndosela lo menos confortable posible. Estando el rey reunido con sus capitanes y caballeros en su campamento, le presentaron una fuente de feixos, fruta de sartén muy común en las tierras de Galicia. Don Bermudo invitó a sus hombres a servirse tantos feixos como cabezas de moros prometiesen traerle en la próxima batalla. El conde don Tibalte Muñoz tomó seis con desenfado y alentó a sus camaradas a que le imitasen. Llegada la batalla, don Tibalte llevó a cabo tantas hazañas a la vista de su rey, que éste lo recompensó magníficamente, otorgándole por armas los seis feixos a los que sus descendientes agregaron una espada entre ellos. Desde entonces el conde fue conocido como don Tibalte Feijóo.
La misma historia es relatada por fray Benito de la Gándara y Ulloa en su obra "Nobiliario, armas y triunfos de Galicia".

### Casas nobles
A lo largo de la historia existieron en tierras orensanas numerosas casas de Feijóo.
Hacia el siglo XV existía en Orense la casa noble de Vilardecás, cuyo señor fue Francisco Feijoo, casado con Isabel de Sotomayor y Abreu -nieta paterna del conde viejo de Camiña, Pedro Álvarez de Sotomayor, de quien era hijo el famoso Pedro Madruga.
En abril de 1467 Francisco Feijoo tomó por asalto la ciudad de Orense comandando las tropas del conde de Benavente, Rodrigo Alonso Pimentel.
En noviembre de 1474, siendo Luis de Abreu -primogénito de Francisco Feijóo- alcaide del castillo de Allariz, recibió el ataque de los Irmandiños comandados por Alonso de Paredes, resistiendo el asedio hasta julio de 1468, en que un ejército reunido por Pedro Madruga, el arzobispo Fonseca y Juan Pimentel -hermano del conde de Benavente- acudió en auxilio de los sitiados.
No lejos de allí, en Casdemiro, aldea en la parroquia de Santa María de Melias, se alzó la casa de Casdemiro, cuyo señor hacia mediados del siglo XVII fue Antonio Feijoo Montenegro y Sanjurjo. Su primogénito fue el padre Benito Jerónimo Feijoo, polígrafo gallego máximo representante de la Ilustración en España, quien al ingresar en la Orden Benedictina renunció mayorazgo de su casa.
Al mismo linaje de la anterior perteneció la casa del Codesal en Freans de Eiras (o Santa María de Eiras), en Tierras de Celanova. El vínculo fue establecido en 1672 sobre un antiguo señorío eclesiástico, en cabeza de Pedro Feijoo Domínguez y permaneció en su descendencia hasta próxima la entrada en vigencia de la Ley Desvinculadora de 1820 que pondría fin a los mayorazgos. Lo más significativo de esta casa es que se ha preservado la memoria genealógica de este linaje hasta el siglo XX, gracias al trabajo de José Espinosa, cronista de Vigo. A este linaje pertenecieron Perfecto Feijóo Poncet, gran impulsor de la música tradicional gallega, y Diego Pazos Feijóo, quien emigró al Río de la Plata, donde formará su familia con María Gregoria Cucullu heredera de tierras de la antigua estancia San Juan.

### Probanzas, Orden de Santiago
Caballeros de este apellido probaron su nobleza en la Orden de Santiago en 1638, 1661 y 1728.

### Nobles titulados
El 21 de diciembre de 1688 el rey Carlos II concedió a Pedro Álvarez de Reynoso y Andrade, Galloso y Feijoó, regidor perpetuo de Orense, el marquesado de San Saturnino.
En Meréns, ayuntamiento de Cortegada, Orense, se puede visitar la casa del conde de Ximón (1789), en la que contemplar el escudo heráldico más grande de Galicia, con dieciocho cuarteles rematados por una corona condal. En él están los apellidos Araújo, Feijoo, Ortigueira, Mosquera, Cismero, Figueiroa, Nóvoa y Sarmiento.
En 1873 le fue concedido a Camilo Feijoo de Sotomayor y Cejo, Marquina y Montes el título de marqués de Santa Ilduara con el vizcondado previo de San Rosendo. En 1925 le sucedió Urbano Feijoo de Sotomayor y Feijoo de Sotomayor.